# My Voyage to Italy
My Voyage to Italy (en italiano: Il mio viaggio in Italia, en español: Mi viaje a Italia) es un documental personal de 1999 del director estadounidense Martin Scorsese. La película es un viaje a través de la historia del cine italiano, discutiendo películas influyentes para Scorsese y cubriendo particularmente el período del neorrealismo italiano.
Las películas de Roberto Rossellini representan la mitad de las películas discutidas en todo el documental, y tratan de su influencia fundamental en el cine y la historia del cine italiano. Otros directores mencionados son Vittorio De Sica, Luchino Visconti, Federico Fellini y Michelangelo Antonioni, entre varios más.
Fue lanzada en 1999 con una duración de cuatro horas. Dos años después, se proyectó fuera de competición en el Festival de cine de Cannes de 2001.

## Argumento
Mediante una televisión de 40 centímetros, en compañía de sus padres, abuelos y vecinos del edificio siciliano de Elizabeth Street, en el Little Italy de Nueva York, el pequeño Martin Scorsese descubre el cine italiano. La mayoría de las películas se encontraban en mal estado y habían sido reeditadas con cortes de publicidad. Sin embargo, supusieron el primer contacto con sus orígenes: la región de Sicilia, de donde emigraron sus abuelos en 1909.
Documental dirigido y narrado por Scorsese que lleva al espectador a realizar un viaje fascinante a través del cine italiano, desde el neorrealismo de la posguerra italiana hasta las obras maestras de autores como Federico Fellini, estableciendo relaciones e influencias con otras obras cinematografías.

## Películas discutidas
De Giovanni Pastrone:
- Cabiria (1914)

De Mario Camerini:
- Gli uomini, che mascalzoni! (1932)
- Il signor Max (1937)

De Jean Renoir:
- Les Bas-fonds (Los bajos fondos) (1936)

De Alessandro Blasetti:
- 1860 (1934)
- La corona di ferro (La corona de fierro) (1941)
- Fabiola (1949)

De Roberto Rossellini:
- Fantasia sottomarina (1940)
- Rome, città aperta (Roma, ciudad abierta) (1945)
- Paisà (1946)
- Germania anno zero (Alemania, año cero) (1947)
- Il miracolo (El milagro) (1948), segmento de L'Amore
- Stromboli (1950)
- Francesco, giullare di Dio (The Flowers of St. Francis) (1950)
- Europa '51 (1952)
- Viaggio in Italia (1954)
- La Prise de pouvoir par Louis XIV (1966)

De Vittorio De Sica:
- Sciuscià (El limpiabotas) (1946)
- Ladri di biciclette (El ladrón de bicicletas) (1948)
- Umberto D. (1952)
- L'oro di Napoli (El oro de Nápoles) (1954)
- Il tetto (El Techo) (1956)
- La ciociara (Dos mujeres) (1960)
- Il giardino dei Finzi-Contini (El jardín de los Finzi-Contini) (1970)

De Luchino Visconti:
- Ossessione (Obsesión) (1943)
- Giorni di Gloria (Días de gloria) (1945)
- La terra trema (La tierra tiembla) (1948)
- Bellissima (Bellísima) (1951)
- Senso (1954)

De Federico Fellini:
- I vitelloni (Los inútiles) (1953)
- La strada (1955)
- Le notti di Cabiria (Las noches de Cabiria) (1957)
- La dolce vita (1960)
- 8½ (1963)

De Pietro Germi:
- Divorzio all'italiana (Divorcio a la italiana) (1961)

De Michelangelo Antonioni:
- L'avventura (La aventura) (1960)
- La notte (La noche) (1961)
- L'eclisse (El eclipse) (1962)

## Premios y nominaciones
| Premio                                  | Categoría                       | Receptor           | Resultado | Ref(s) |
| --------------------------------------- | ------------------------------- | ------------------ | --------- | ------ |
| National Board of Review                | Premio Mejor Película Histórica | My Voyage to Italy | Ganador   | [ 7 ]  |
| Melbourne International Film Festival   | Documental más Popular          | My Voyage to Italy | Ganador   | [ 8 ]  |
| National Society of Film Critics Awards | Premio Especial                 | Martin Scorsese    | Ganador   | [ 9 ]  |
| National Society of Film Critics Awards | Mejor Película de No Ficción    | My Voyage to Italy | Nominado  | [ 9 ]  |
| Satellite Awards                        | Mejor Película Documental       | My Voyage to Italy | Nominado  | [ 8 ]  |